# Soup (가수)
Soup는 대한민국의 가수다. 2018년 싱글 《OHIYO (오하요)》로 데뷔했다.

## 방송
- 창작의 신 : 국민 작곡가의 탄생 (2018) - Top60